# أخورا أوبازيلا

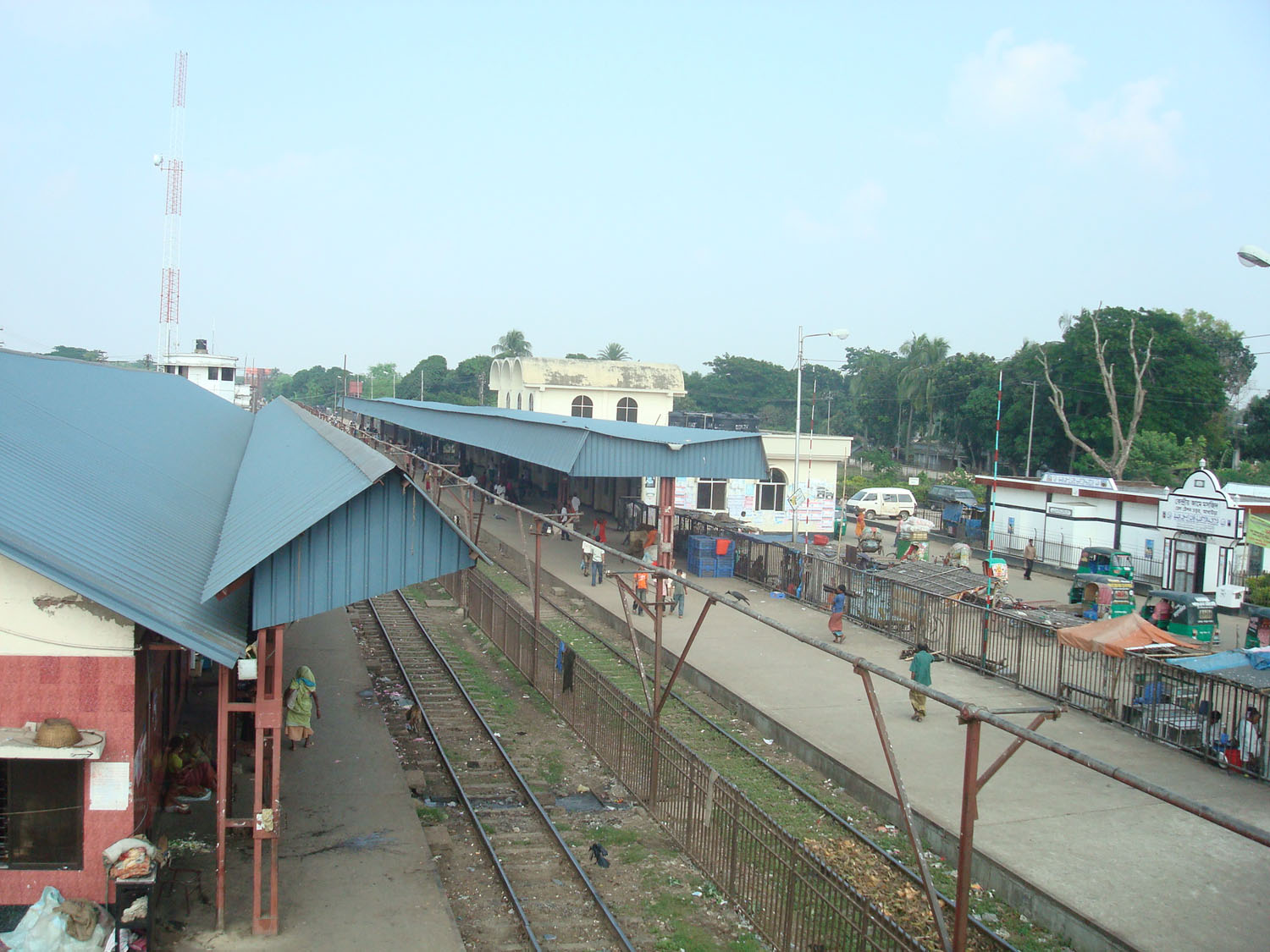
محطة سكة حديد أخورا

أخورا أوبازيلا (أوبازيلا تعني دائرة فرعية) (بالبنغالية আখাউড়া)، تقع مدينة أخورا في مقاطعة برهمانباريا التابعة لمحافظة تشيتاغونغ، في بنغلاديش. وتبلغ مساحة أخورا أوبازيلا 99.28 كم². والنهر الرئيسي المحيط بالمنطقة هو نهر تيتاس. لعبت دورًا تاريخيًا هامًا خلال الحرب العالمية الثانية وحرب التحرير في بنغلاديش.
تم تأسيس إدارة أخورا ثانا، التي هي الآن أوبازيلا، في عام 1976. وتشمل أوبازيلا بلدية واحدة، وخمسة أبرشيات اتحادية، 107 موزاس (هو تقسيم إداري يستخدم في بنغلاديش وباكستان والهند ويعني مناطق داخل الحي أي حارة) و 113 قرية.

## المعلومات السكانية
وفقًا لتقرير إحصاء المقاطعة لعام 2011 عن مقاطعة برهمانباريا، يبلغ عدد سكان أخورا 145,215 نسمة. ويشكل الذكور حوالي 000 70 من السكان، والإناث 000 75. غالبية السكان (95.2٪) مسلمون مع أقلية (5.8٪) من الهندوس. ويبلغ معدل الإلمام بالقراءة والكتابة 52.7 في المائة.